# زوسک
زوسک (انگلیسی: Zoosk) یک سرویس دوست‌یابی برخط (آنلاین) است که به ۲۵ زبان و در بیش از ۸۰ کشور جهان ارائه می‌شود.
بنیانگذاران این شرکت شایان زاده و الکس مهر هستند که از زمان تأسیس آن در دسامبر ۲۰۰۷ تا دسامبر ۲۰۱۴ این شرکت را اداره می‌کردند.
در مارس ۲۰۱۹ شرکت اسپارک نت‌ورک اس‌ئی (Spark Networks SE) که یک شرکت دوست‌یابی جهانی و صاحب مجموعه‌ای از شرکت‌ها و خدمات دوست‌یابی در اقصی نقاط جهان است؛ اعلام داشت که زوسک را خریداری نموده و در اول ژوئیه ۲۰۱۹ شرکت زوسک در مجموعهٔ شرکتهای تحت مالکیت شرکت دوست‌یابی اسپارک نت‌ورک اس‌ئی قرار گرفته و جزئی از آن گردید.
با قرار گرفتن زوسک در زیر مجموعهٔ شرکت‌های تحت نظارت و مالکیت شرکت اسپارک نت‌ورک اس‌ئی، این شرکت دومین شرکت بزرگ دوست‌یابی از لحاظ درآمد در منطقهٔ آمریکای شمالی شد.